# Patrice Sauvaget
Pour les articles homonymes, voir Sauvaget.
Patrice Sauvaget, né le 24 juin 1966 à Fougères (Ille-et-Vilaine), est un joueur de football et entraîneur français. 
Il est l'entraîneur adjoint de Stéphane Moulin au SCO Angers de 2017 à 2021 puis au SM de Caen de 2021 à 2023. Au moment du départ de Moulin de Caen, il reste en poste sous la direction de Jean-Marc Furlan puis de Nicolas Seube. Il assure la direction de l'équipe première en intérim à plusieurs reprises, en l'absence de Stéphane Moulin puis avant la nomination de Nicolas Seube. Il est finalement remercié avec ce dernier en décembre 2024, quelques mois après le rachat du club. 

## Carrière
Formé au SCO d'Angers, il y joue en équipe première de 1984 à 1989, en deuxième division du championnat de France. Meilleur buteur du club angevin les deux dernières saisons, il est sélectionné en équipe de France espoirs. 
Il rejoint ensuite le LOSC Lille, en Division 1, où il joue trois saisons. Puis il part à l'AS Cannes, où il est promu en D1 en 1993, et fait une dernière saison en D2 à l'USL Dunkerque, en 1995-1996 en D2. Il joue ensuite dans des divisions inférieures, au FC Rouen, au FC Istres, Thouars Foot 79, en National et National 2.
En 2000, il s'installe à Saumur où il devient entraîneur-joueur du club local, l'Olympique Saumur FC, à un niveau régional. À partir de 2003 il n'est plus qu'entraîneur. En 2007 il fait monter son équipe en CFA 2, et en 2011 en CFA, le 4e échelon du football français.
En 2012, il fait son retour dans son club formateur comme entraîneur de la réserve. En 2016 il obtient le BEPF. En janvier 2017, il est intégré à l’équipe technique de l’équipe première, montée en Ligue 1 sous la direction de Stéphane Moulin, avec la responsabilité d’entraîner en particulier les attaquants. Moulin et Sauvaget ont été coéquipiers entre 1984 et 1989 au SCO. 
En 2021, Stéphane Moulin quitte Angers pour le Stade Malherbe Caen, avec son staff composé de Serge Le Dizet, Benoit Pickeu et Sauvaget. Alors que Moulin doit s'absenter pour raisons personnelles, Sauvaget assure la direction sportive de l'équipe par intérim en décembre 2022 et janvier 2023.
Il devient par la suite entraîneur adjoint de Jean-Marc Furlan, toujours pour le Stade Malherbe Caen. Il est ensuite entraîneur par intérim à la suite de la mise à pied de Jean-Marc Furlan par la direction du club, puis retrouve son poste d'adjoint lors de la nomination de Nicolas Seube comme entraîneur principal. Seube et Sauvaget sont remerciés en décembre 2024 pour laisser place à Bruno Baltazar et son adjoint Guilherme Ramos.  

## Statistiques
Il joue 121 matchs et inscrit 12 ou 13 buts en cinq saisons en Division 1.
| Saison    | Club            | Div | MJ       | Buts   |
| --------- | --------------- | --- | -------- | ------ |
| 1984-1985 | SCO Angers      | D2  | 4        | 0      |
| 1985-1986 | SCO Angers      | D2  | 33 ou 34 | 9      |
| 1986-1987 | SCO Angers      | D2  | 31 ou 34 | 6      |
| 1987-1988 | SCO Angers      | D2  | 32       | 12     |
| 1988-1989 | SCO Angers      | D2  | 27 ou 30 | 13     |
| 1989-1990 | Lille OSC       | D1  | 26       | 2 ou 3 |
| 1990-1991 | Lille OSC       | D1  | 30       | 4      |
| 1991-1992 | Lille OSC       | D1  | 32       | 3      |
| 1992-1993 | AS Cannes       | D2  | 32       | 9      |
| 1993-1994 | AS Cannes       | D1  | 18       | 3      |
| 1994-1995 | AS Cannes       | D1  | 15       | 0      |
| 1995-1996 | USL Dunkerque   | D2  | 23       | 0      |
| 1996-1997 | FC Rouen        | N2  | 27       | 4      |
| 1997-1998 | FC Istres       | N   | 19       | 2      |
| 1998-1999 | Thouars Foot 79 | N   | 32 ou 33 | 8      |
| 1999-2000 | Thouars Foot 79 | N   | 36       | 4      |